# جدر المحقن
جَدْرُ المحقن بلدة موريتانية وإحدى بلديات ولاية الترارزة.